# 헝가리의 로마 가톨릭 교구 목록
헝가리의 로마 가톨릭 교구는 4개 관구에  4개의 관구장좌대교구, 8개의 관구 소속 교구와 1개의 관구 소속 항가리리전례교구(영역이 라틴교구와 겹침)1개 자치수도원구 1개의 헝가라전례교회 대리구, 군종교구로 구성된다

## 교구

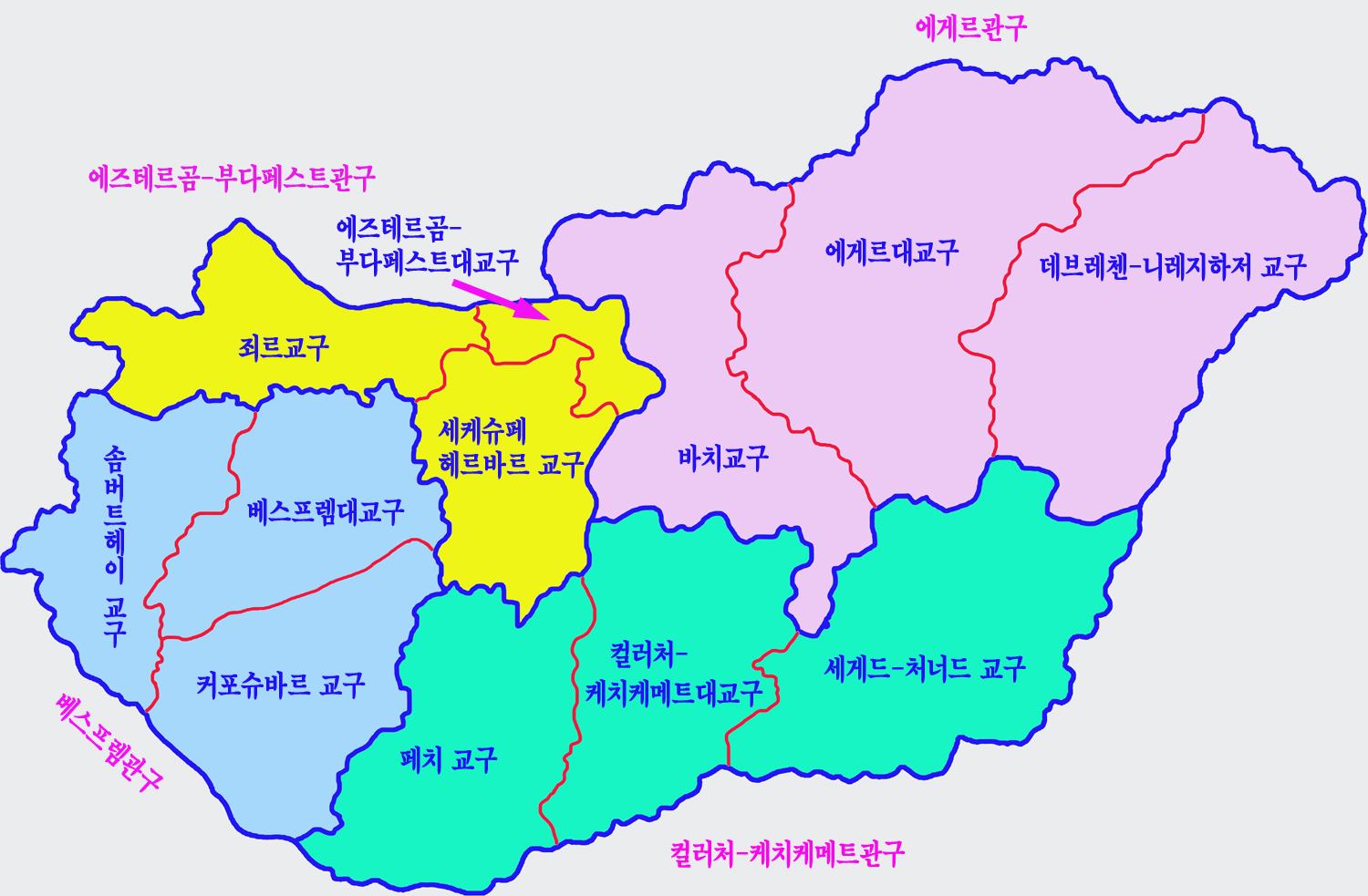
헝가리 로마가톨릭 교구 구성도

### 에게르 관구
Provinces  of Eger
- 에게르 관구장좌 대교구(Metropolitan Archdiocese of Eger)
- 데브레첸-니레지하저 교구(Diocese of Debrecen–Nyíregyháza)
- 바치 교구(Diocese of Vác)

### 에스테르곰-부다페스트  관구
Provinces  of  Esztergom-Budapest
- 에스테르곰-부다페스트 관구장좌 대교구(Metropolitan Archdiocese of Esztergom-Budapest)
- 죄르 교구(Diocese of Győr)
- 세케슈페헤르바르 교구(Diocese of Székesfehérvár)
- 허이두도로그 헝가리전례 교구(Diocese of Hajdúdorog (Byzantine))

### 컬로처-케치케메트 관구
Provinces  of Kalocsa-Kecskemét
- 컬로처-케치케메트 관구장좌 대교구(Metropolitan Archdiocese of Kalocsa-Kecskemét)
- 페치 교구(Diocese of Pécs)
- 세게드-처너드 교구(Diocese of Szeged–Csanád)

### 베스프렘 관구
Provinces  of Veszprém
- 베스프렘 관구장좌 대교구(Metropolitan Archdiocese of Veszprém)
- 커포슈바르 교구(Diocese of Kaposvár)
- 솜버트헤이 교구(Diocese of Szombathely)

### 독립교구
- 파논할마 자치수도원장구(Territorial Abbacy of Pannonhalma)
- 미스콜 헝가리전례 대리구(Apostolic Exarchates of Miskolc)
- 헝가리 군종교구(Military Ordinariate of Hungary)